# Атлас V
Атлас V (енгл. Atlas V) ракета-носач је лаке и средње класе носивости, свемирске агенције Насе. Произвођач је Локид Мартин и ракета постоји у неколико верзија. Дебитовала је августа 2002. године и представља најновије поколење породице ракета Атлас, америчког првенца за пут у свемир.

## Конструкција
Атлас V је двостепена ракета. Први степен је Заједнички централни модул (енгл. Common Core Buster), који користи Енергомашов ракетни мотор РД-180. Пречник првог степена ракете је 3,8 m, а висина 32,5 m, и може се још додати до 5 ракета Аероџет на чврсто гориво за испомоћ при лансирању већих терета. Други степен је Кентаур криогене технологије, дужине 1,68 m и са мотором РЛ10А. На врху ракетне композиције је контејнер пречника 4 m (у новој верзији 5 m), за смештај вештачких сателита или свемирске летелице.

## Експлоатација
До октобра 2016. године ракета је коришћена у 65 лансирања и има један делимични неуспех. Лансирање 19. јануара 2006. године је највећи успех ове ракете јер је у горњу орбиту избацила 8.672 kg терета. Ракета-носач се лансира како са ваздухопловне станице Кејп Канаверал, тако и из авиокосмичке базе Ванденберг.